# ويب سيتي
ويب سيتي (ميزوري) (بالإنجليزية: Webb City, Missouri)‏ هي مدينة تقع في الولايات المتحدة في مقاطعة جاسبر. يقدر عدد سكانها بـ 10,996 نسمة ومساحتها 22.35 كم2 وترتفع عن سطح البحر 305 متر.

## التركيبة السكانية
قام مكتب تعداد الولايات المتحدة بتحديد بيانات التركيبة السكانية لويب سيتيفي تعداد الولايات المتحدة. في ما يلي، التركيبة السكانية حسب تعدادي 2000 و2010.

### تعداد عام 2000
بلغ عدد سكان ويب سيتي 9,812 نسمة بحسب تعداد عام 2000، وبلغ عدد الأسر 0,808 أسرة وعدد العائلات 2,600 عائلة مقيمة في المدينة. في حين سجلت الكثافة السكانية 1,318.0 نسمة لكل ميل مربع (508.9/كم2). وبلغ عدد الوحدات السكنية 4,108 وحدة بمتوسط كثافة قدره 551.8 نسمة لكل ميل مربع (213.1/كم2).
وتوزع التركيب العرقي للمدينة بنسبة 87.53% من البيض و 1.32% من الأمريكيين الأصليين و 0.78% من الأمريكيين ذوي الأصول الآسيوية و 0.11% من سكان جزر المحيط الهادئ و 3.51% من الأمريكيين الأفارقة و 4.63% من عرقين مختلطين أو أكثر.
بلغ عدد الأسر 3,808 أسرة كانت نسبة 37.2% منها لديها أطفال تحت سن الثامنة عشر تعيش معهم، وبلغت نسبة الأزواج القاطنين مع بعضهم البعض 50.6% من أصل المجموع الكلي للأسر، ونسبة 14.0% من الأسر كان لديها معيلات من الإناث دون وجود شريك، وكانت نسبة 31.7% من غير العائلات. تألفت نسبة 26.7% من أصل جميع الأسر من أفراد ونسبة 13.1% كانوا يعيش معهم شخص وحيد يبلغ من العمر 65 عاماً فما فوق. وبلغ متوسط حجم الأسرة المعيشية 3.09، أما متوسط حجم العائلات فبلغ 2.55.
بلغ العمر الوسطي للسكان 32 عاماً. وكانت نسبة 11.0% بين الثامنة عشر والأربعة وعشرون عاماً، ونسبة 28.4% كانت واقعةً في الفئة العمرية ما بين الخامسة والعشرون حتى والأربعة وأربعون عاماً، ونسبة 17.8% كانت ما بين الخامسة والأربعون حتى الرابعة والستون، ونسبة 13.8% كانت ضمن فئة الخامسة والستون عاماً فما فوق. يوجد لكل 100 أنثى 89.2 ذكر، ويوجد لكل 100 أنثى في الثامنة عشر من عمرها فما فوق 84.9 ذكر.
وكان متوسط دخل الذكور 22 دولار مقابل 18 دولار للإناث. وسجل دخل الفرد الخاص بالمدينة 15,589 دولار. وكانت نسبة 16.36% من العائلات ونسبة 20.147% من السكان تحت خط الفقر، وكان من هؤلاء نسبة 22.2% تحت سن الثامنة عشر ونسبة 11.7% في الخامسة والستين من العمر وما فوق.

### تعداد عام 2010
بلغ عدد سكان ويب سيتي 10,996 نسمة بحسب تعداد عام 2010، وبلغ عدد الأسر 4,230 أسرة وعدد العائلات 2,840 عائلة مقيمة في المدينة. في حين سجلت الكثافة السكانية 1,274.2 نسمة لكل ميل مربع (492.0/كم2). وبلغ عدد الوحدات السكنية 4,730 وحدة بمتوسط كثافة قدره 548.1 لكل ميل مربع (211.6/كم2).
وتوزع التركيب العرقي للمدينة بنسبة 90.7% من البيض و 1.5% من الأمريكيين الأصليين و 0.9% من الأمريكيين ذوي الأصول الآسيوية و 0.1% من سكان جزر المحيط الهادئ و 1.6% من الأمريكيين الأفارقة و 3.0% من عرقين مختلطين أو أكثر.
بلغ عدد الأسر 4,230 أسرة كانت نسبة 38.4% منها لديها أطفال تحت سن الثامنة عشر تعيش معهم، وبلغت نسبة الأزواج القاطنين مع بعضهم البعض 47.8% من أصل المجموع الكلي للأسر، ونسبة 13.9% من الأسر كان لديها معيلات من الإناث دون وجود شريك، بينما كانت نسبة 5.4% من الأسر لديها معيلون من الذكور دون وجود شريكة وكانت نسبة 32.9% من غير العائلات. تألفت نسبة 26.9% من أصل جميع الأسر من أفراد ونسبة 10.4% كانوا يعيش معهم شخص وحيد يبلغ من العمر 65 عاماً فما فوق. وبلغ متوسط حجم الأسرة المعيشية 3.10، أما متوسط حجم العائلات فبلغ 2.57.
بلغ العمر الوسطي للسكان 32.1 عاماً. وكانت نسبة 28.2% من القاطنين تحت سن الثامنة عشر، وكانت نسبة 10.8% بين الثامنة عشر والأربعة وعشرون عاماً، ونسبة 27.5% كانت واقعةً في الفئة العمرية ما بين الخامسة والعشرون حتى والأربعة وأربعون عاماً، ونسبة 21.7% كانت ما بين الخامسة والأربعون حتى الرابعة والستون، ونسبة 11.6% كانت ضمن فئة الخامسة والستون عاماً فما فوق. وتوزع التركيب الجنسي للسكان بنسبة 48.0% ذكور و52.0% إناث.